# Oldenlandia pulcherrima
Oldenlandia pulcherrima är en måreväxtart som först beskrevs av Stephen Troyte Dunn, och fick sitt nu gällande namn av Woon Young Chun. Oldenlandia pulcherrima ingår i släktet Oldenlandia och familjen måreväxter. Inga underarter finns listade i Catalogue of Life.